# 韩场镇
韩场镇，是中华人民共和国四川省成都市大邑县曾经下辖的一个镇。

## 行政区划
韩场镇撤销前下辖以下地区：
兰田社区、正福社区、铁溪村、柏家村、韩延村和五合村。